# Гайдамак (рассказ)
Гайдамак — рассказ Валерьяна Пидмогильного, опубликований в 1919 году.

## История написания
Рассказ написан летом 1918 года на Собачьем хуторе под Екатеринославом. Впервые опубликовано в литературно-научном и педагогическом сборнике «Сеч» (1919;— Кн.1.;— № 59.;— С.2-15), которое издавалось под руководством профессора Пётра Эфремова в «Украинском издательстве Сичеслава». Помещено в сборнике Сочинения. - т.1.- С. 91-117. При жизни автора в последующих изданиях рассказ не публиковался. Рукопись не сохранилась.

## Фабула
Отступая из Екатеринослава, армия УНР пополняется двумя гимназистами. Первый стремится добыть оружие и скоро бежит из рядов армии, второй, озабоченный собственной никчёмностью, попадает в плен к большевикам. С тех пор его поведение становится парадоксальным: находясь в руках врага, Олесь не ведет себя вызывающе, ища героической смерти, однако находит только новое унижение. 

## Экранизация
21 апреля 2012 состоялся показ короткометражного фильма «Гайдамака», снятого на  киностудии имени Довженко Романом Синчуком. Сценарий написал  Леонид Череватенко. В ролях: Даниил Моисеев, Константин Воробьев, Константин Войтенко, Мирослав Павличенко,  Тарас Жирко. Продолжительность фильма 30 мин. Это первый фильм трилогии, которая рассказывает о гражданской войне на территории Украины в начале ХХ столетия.